# Мера Хаара
Пусть {\displaystyle G} — локально компактная хаусдорфова топологическая группа.
Левой мерой Хаара в {\displaystyle G} называется мера {\displaystyle \mu _{l}}, определенная на σ-кольце, порожденном всеми компактными множествами, не равная тождественно нулю, конечная на компактных множествах и такая, что
{\displaystyle \mu _{l}(gE)=\mu _{l}(E)}
для любых {\displaystyle g\in G} и {\displaystyle E} из области определения {\displaystyle \mu _{l}}.
Правая мера Хаара {\displaystyle \mu _{r}} определяется аналогично заменой условия {\displaystyle \mu _{l}(gE)=\mu _{l}(E)} на условие {\displaystyle \mu _{r}(Eg)=\mu _{r}(E)}.

## Свойства
- В любой локально компактной топологической группе типа существует и единственна с точностью до мультипликативной положительной постоянной левая (и правая) мера Хаара.
- Для компактных групп, любая левая мера Хаара также является правой.
- Для некомпактных групп, существует гомоморфизм {\displaystyle f\colon G\to \mathbb {R} _{+}}, такой что мера {\displaystyle f\cdot \mu _{l}} является правой мерой Хаара.

## Примеры
- Мера Лебега в {\displaystyle \mathbb {R} ^{n}} является частным случаем меры Хаара.